# IAMエージェンシー
IAMエージェンシー（アイアムエージェンシー、英: IAM Agency）は、株式会社IAM（英: IAM inc.）の芸能プロダクション部門。主に声優のマネジメントを行っている。

## 概要
2009年に設立された株式会社IAMの芸能プロダクション部門である。附属養成所としてインターナショナル・メディア学院を持つ。IAMグループに属す。

## 所属タレント
※2025年4月時点。公式サイトでの掲載順。

### 女性タレント
- 伊香彩野
- 小倉千寛
- 木田珠依
- 木村千咲
- 黒島すず
- 坂井志帆

- 島田彩緒里
- 高窪はるな
- 中村はる
- 西田七星
- 三浦莉奈
- 宮川りの（アズリードカンパニー所属）

- 綿来萌

### 男性タレント
- 天草音成
- 入川夏鳳
- 大橋健司
- 菰田望夢
- 堀浩一朗
- 丸江俊也

- 吉村竜哉

## かつて所属していた主なタレント
- 相田あすか（現所属：オフィス☆怪人社）
- 池崎美穂
- 影山灯（現所属：ダックスプロダクション）
- 近藤愛梨[3]
- 佐藤実季（現所属：ダックスプロダクション）
- 鈴木愛奈（現所属：ダックスプロダクション）
- 鳥部万里子（現所属：ダックスプロダクション）
- 中尾智（フリー）
- 七海映子（現所属：MILLENNIUM PRO）
- 畠山豪介
- 花井美春（現所属：ダックスプロダクション）
- 松井恵理子（現所属：ダックスプロダクション）
- 原奈津子（現所属：クロコダイル）
- 馬渕由妃（現所属：アズリードカンパニー）
- 森中葵（現所属：ころぼっくすぷろじぇくと〈代表〉）
- 守屋亨香（現所属：東京俳優生活協同組合）
- 結城飛鳥（現所属：ダックスプロダクション）
- 渡辺ゆかり（現所属：プロダクション・エコー）
- 佐藤祐吾
- 宇谷美砂
- 大﨑萌々香
- 西條楽
- 茶木昌美
- 永本歩乃果
- 森駿人
- 青山康亮
- 志治隆隼
- 渡辺凌大
- 水谷大地
- 星野快斗
- 津下陽介

## 関連事務所
- アズリードカンパニー[4]